# Jipujijkuei Kuespem Provincial Park
Jipujijkuei Kuespem Provincial Park är en provinspark i Newfoundland och Labrador i Kanada. Den ligger nära Newfoundlands södra kust, drygt 20 mil väster om provinshuvudstaden St. John's.
Intill parken finns en campingplats som tidigare var en del av parken, men som privatiserades under 1990-talet.